# لوتار غال
لوتار غال (بالألمانية: Lothar Gall)‏ هو مؤرخ العصر الحديث ‏ ومؤرخ وأستاذ جامعي ألماني، ولد في 3 ديسمبر 1936 في غيجتسكو ‏ في بولندا.

## وصلات خارجية
- لوتار غال على موقع مونزينجر (الألمانية)